# Njutånger
Njutånger – miejscowość (tätort) w Szwecji, w regionie administracyjnym (län) Gävleborg, w gminie Hudiksvall.
Według danych Szwedzkiego Urzędu Statystycznego liczba ludności wyniosła: 849 (31 grudnia 2015), 832 (31 grudnia 2018) i 833 (31 grudnia 2019).